# Economia de Mauritània
La meitat de la població de Mauritània encara depèn de l'agricultura i la ramaderia per la seva subsistència, encara que nòmades i grangers foren obligats sovint a emigrar a les ciutats des que en els anys 1970 i 1980 es van accentuar els processos de sequera en el Sahel africà. Aproximadament el 70% dels aliments depenen de les importacions i del Programa Mundial d'Aliments de les Nacions Unides, segons dades del 2008.
El país disposa de recursos miners importants de ferro que constitueixen el gruix de les seves exportacions, així com petroli. La pesca és un sector fonamental en trobar-se a les seves costes una zona molt rica que s'estén fins a les illes Canàries. L'explotació dels recursos marítims per part de la flota del país és escassa, i la major part de les extraccions es realitzen per vaixells procedents del Japó i la Unió Europea (principalment de l'Estat espanyol en virtut dels convenis internacionals signats). L'absència d'estudis sobre els recursos pesquers i la sobreexplotació, han fet disminuir les captures des de 2000 i amenaça el futur del sector.
El 22 de juny de 2006 el FMI va acordar, dins dels programes d'Alleujament de Deute Multilateral i de la Iniciativa sobre Països Pobres Fortament Endeutats, perdonar 100% del deute pendent per import de 49 milions de dòlars, a més a més de 4 milions d'ajuda financera extra.

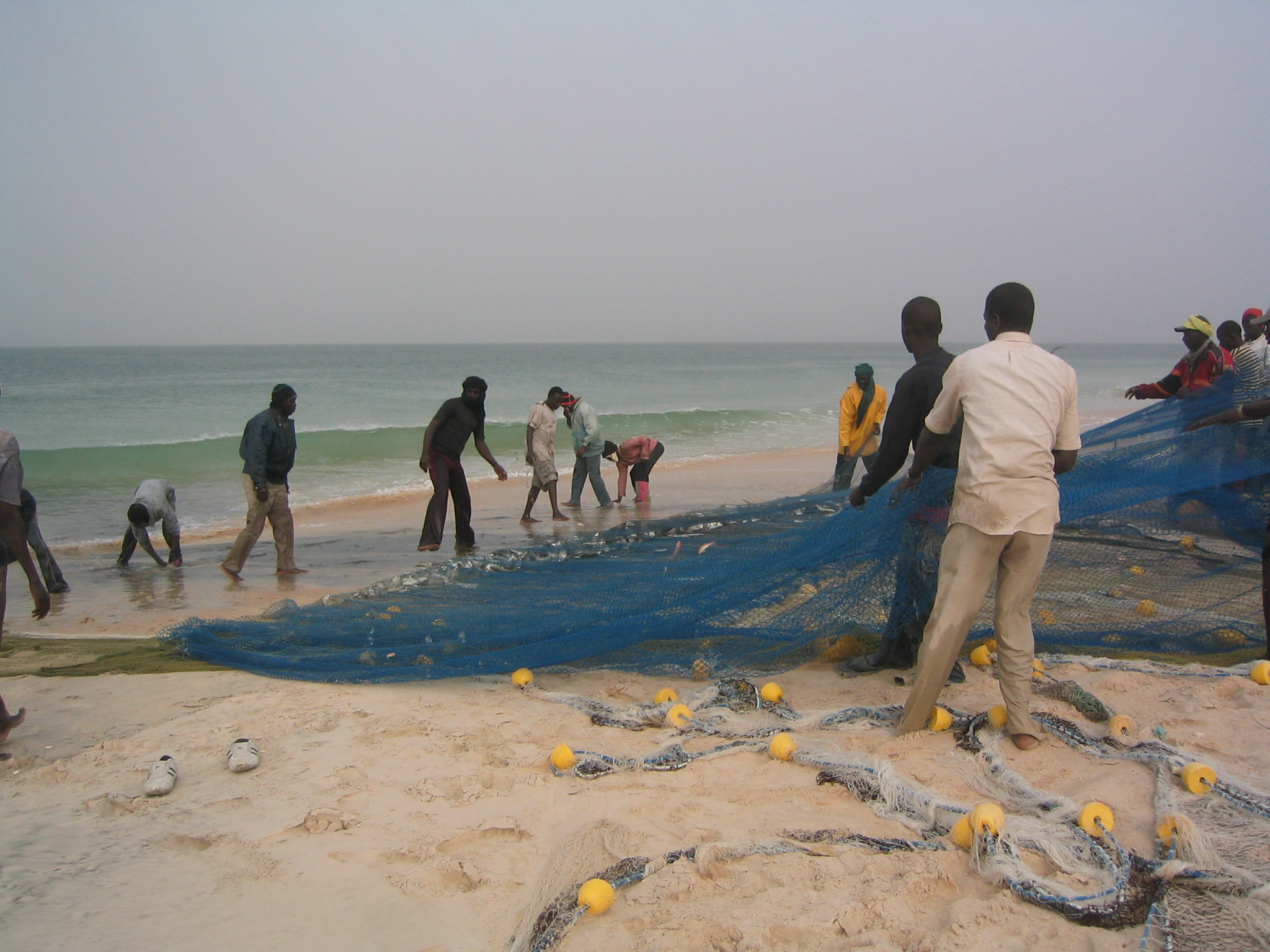
Pesca a una platja de Nouakchott
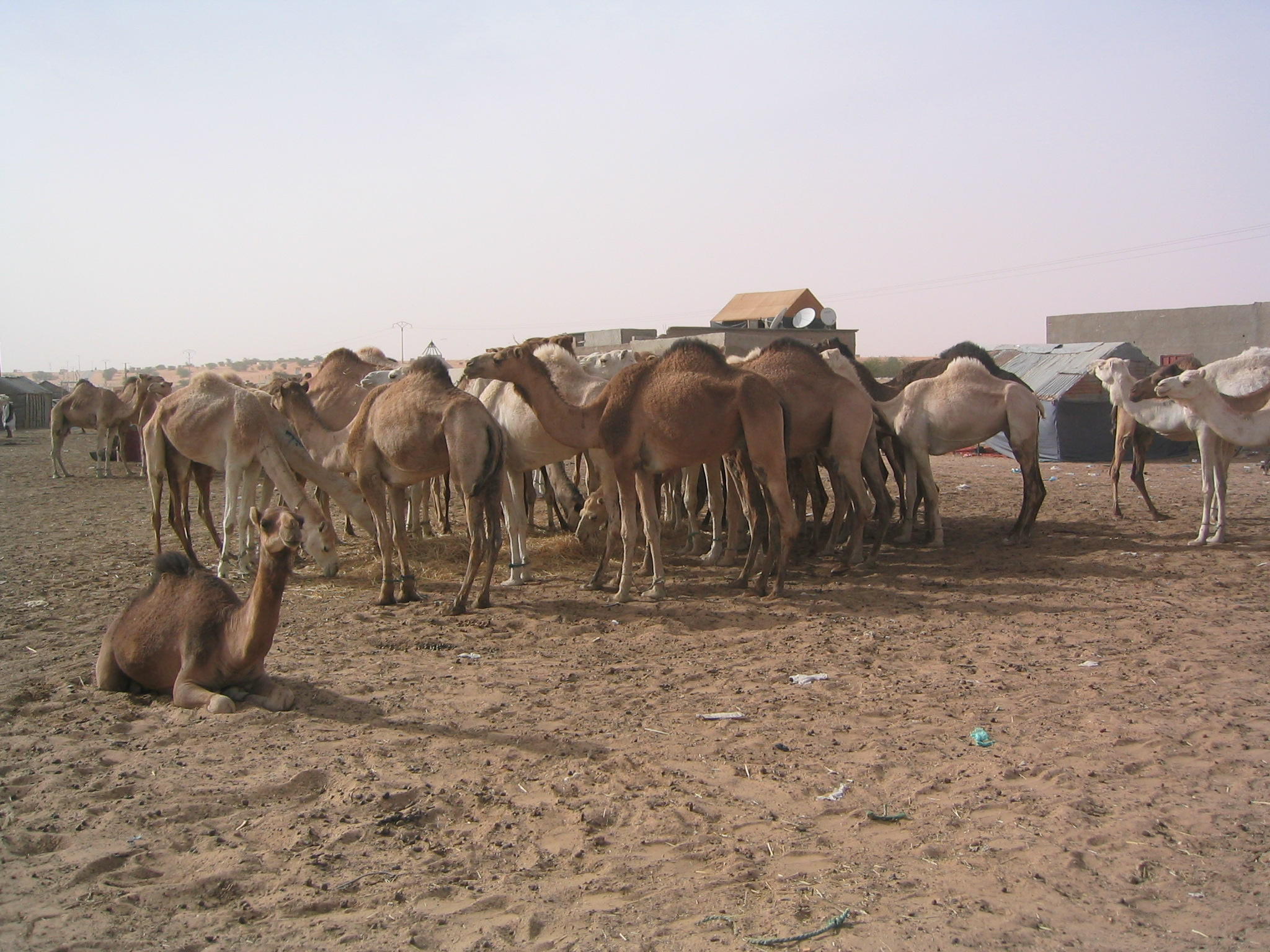
Mercat de dromedaris als afores de al capital